# KCNK3
KCNK3 (англ. Potassium two pore domain channel subfamily K member 3) – білок, який кодується однойменним геном, розташованим у людей на короткому плечі 2-ї хромосоми.  Довжина поліпептидного ланцюга білка становить 394 амінокислот, а молекулярна маса — 43 518.
| 10         |  | 20         |  | 30         |  | 40         |  | 50         |
| ---------- |  | ---------- |  | ---------- |  | ---------- |  | ---------- |
| MKRQNVRTLA |  | LIVCTFTYLL |  | VGAAVFDALE |  | SEPELIERQR |  | LELRQQELRA |
| RYNLSQGGYE |  | ELERVVLRLK |  | PHKAGVQWRF |  | AGSFYFAITV |  | ITTIGYGHAA |
| PSTDGGKVFC |  | MFYALLGIPL |  | TLVMFQSLGE |  | RINTLVRYLL |  | HRAKKGLGMR |
| RADVSMANMV |  | LIGFFSCIST |  | LCIGAAAFSH |  | YEHWTFFQAY |  | YYCFITLTTI |
| GFGDYVALQK |  | DQALQTQPQY |  | VAFSFVYILT |  | GLTVIGAFLN |  | LVVLRFMTMN |
| AEDEKRDAEH |  | RALLTRNGQA |  | GGGGGGGSAH |  | TTDTASSTAA |  | AGGGGFRNVY |
| AEVLHFQSMC |  | SCLWYKSREK |  | LQYSIPMIIP |  | RDLSTSDTCV |  | EQSHSSPGGG |
| GRYSDTPSRR |  | CLCSGAPRSA |  | ISSVSTGLHS |  | LSTFRGLMKR |  | RSSV       |

A: Аланін

C: Цистеїн

D: Аспарагінова кислота

E: Глутамінова кислота

F: Фенілаланін

G: Гліцин

H: Гістидин

I: Ізолейцин

K: Лізин

L: Лейцин

M: Метіонін

N: Аспарагін

P: Пролін

Q: Глутамін

R: Аргінін

S: Серин

T: Треонін

V: Валін

W: Триптофан

Кодований геном білок за функцією належить до іонних каналів. 
Задіяний у таких біологічних процесах як транспорт іонів, транспорт, транспорт калію. 
Білок має сайт для зв'язування з калію. 
Локалізований у клітинній мембрані, мембрані.